# Paul Feuillâtre
Paul Feuillâtre, né le 28 janvier 1881 dans le 10e arrondissement de Paris et mort pour la France à Limey dans le département de la Meurthe-et-Moselle, le 20 septembre 1914, est un archiviste et poète français du XXe siècle. Son nom est inscrit au Panthéon dans la liste des 560 écrivains morts pour la France.

## Biographie
Paul Benjamin Feuillâtre, né le 28 janvier 1881 au no34 rue du faubourg Saint-Martin à Paris, est le fils d'Auguste Benjamin Feuillâtre (1835-1880), huissier et de Charlotte Antoinette Geneviève (1846-1925).
Son père étant mort quelques mois avant sa naissance, sa mère l'élève seule. Élève modèle, il est scolarisé au collège Gerson puis au lycée Janson-de-Sailly et obtient son baccalauréat à 17 ans avec la mention très bien. En juillet 1901, il obtient une licence ès lettres (histoire), en juin 1902, il est diplômé de l'École des sciences politiques (section diplomatique) et licencié en droit. En parallèle, il suit les cours de l'École pratique des hautes études à la Sorbonne.
À 18 ans, il écrit des articles sur des concerts pour des journaux comme Le Public.
Incorporé de novembre 1902 à septembre 1903 au 39e régiment d'infanterie à Rouen pour le service militaire, il finit avec le grade de caporal. Passé dans la réserve, il est très assidu aux périodes d'exercices et de manœuvres, ce qui lui vaut d'être nommé sergent en 1905, sous-lieutenant en 1904 et lieutenant en 1911.
Après son services militaires, il entre comme rédacteur à la Grande Chancellerie de la Légion d'honneur où il se voit confier les fonctions d'archiviste en janvier 1910. Soucieux d'élargir ses connaissances, il parcourt l'Europe centrale, l'Italie, l'Angleterre et l'Écosse dans le but ses travaux d'études. Il publie en 1906 une étude sur Le Port de Londres ; en 1911, un texte sur un projet d'alliance monarchique pendant la Terreur et collabore à un ouvrage sur la Légion d'honneur. Suivent deux recueils de poésies.
Rappelé lors de la mobilisation en août 1914, il est affecté comme aide-major au 6e bataillon du 356e régiment d'infanterie.
Il est tué par suite de blessures par éclats d'obus au bois de la Voisogne, entre Flirey et Limey, le 20 septembre 1914 et inhumé le 27 septembre,.
La citation qui accompagne la légion d'honneur à titre posthume en précise les circonstances : « pour porter un ordre à son chef de bataillon au combat du 21 septembre 1914, n'a pas hésité à traverser un terrain découvert fortement battu ; a été tué en accomplissant sa mission ».
Son corps repose à la nécropole nationale de Flirey,.

## Distinctions
- Chevalier de la Légion d'honneur, à titre posthume, arrêté du 20 juillet 1920
- Officier d'académie, arrêté du 10 mars 1911[15]
- 1915 : Académie française - Prix Archon-Despérouses pour Écho et Narcisse, Daphné et Le Jeu de l'amour et du désespoir[16],[17]

## Hommages
- Le nom de Paul Feuillâtre est inscrit au Panthéon dans la liste des 560 écrivains morts pour la France pendant la guerre de 1914-1918[18].
- Son nom figure sur les plaques commémoratives du Lycée Janson de Sailly et de la Grande Chancellerie de la Légion d'honneur à Paris[19].
- La Société des gens de lettres décerne un prix Paul Feuillâtre pour récompenser un écrivain mutilé appartenant à la Société[20],[21].

## Œuvres principales
- Un projet d'alliance monarchique sous la Terreur, 1911
- La Légion d'honneur et les décorations françaises, avec Joseph Durieux et Maurice Buguet, 1911
- Écho et Narcisse, Daphné, poèmes, illustré par Auguste Roubille, 1911
- Le Jeu de l'amour et du désespoir, poèmes, 1912